# Томмі Вайзо
То́маш Вєчоркє́віч (пол. Tomasz Wieczorkiewicz), більш відомий як То́ммі Ва́йзо́ (англ. Tommy Wiseau, МФА: [ˈwaɪˈzoʊ]) — американський актор і режисер польського походження.
Томмі — головний актор, сценарист, продюсер та режисер фільму «Кімната» (2003), який багато критиків назвали «одним з найгірших фільмів, які коли-небудь були зняті» і отримав статус культового фільму. Також зрежисував документальний фільм «Безпритульні в Америці» 2004 року та ситком «Сусіди» 2015-го.

## Життєпис
Вайзо приховує деталі про свою молодість. У різних інтерв'ю він стверджував, що колись жив у Франції, виріс у Новому Орлеані, штат Луїзіана, а його сім'я проживає в Чалметті, штат Луїзіана. За словами Вайзо, 2003 року йому було 34 роки, отже, він народився в 1968 або 1969 року. Однак актор Грег Сестеро у своїх мемуарах пише, що його знайома переглядала імміграційні документи Вайзо, з яких нібито відомо, що Вайзо народився в одній з країн соцтабору в 1950-х роках.
У документальному фільмі 2016 року «Room Full of Spoons», режисер Рік Гарпер, аналізуючи дані про Томмі, зробив висновок, що він родом з польського міста Познань. Томмі в листопаді 2017 на шоу Джиммі Кіммела підтвердив, що він з Європи. У грудні 2017 року інтерв'ю з Говардом Стерном Вайзо заявив, що він католик і говорить французькою.
За словами Сестеро, Вайзо переїхав до Сан-Франциско, де працював вуличним продавцем іграшок і змінив ім'я на Томас П'єр Вайзо. Сам Вайзо стверджує, що приблизно в той же час навчався психології в Окленді.

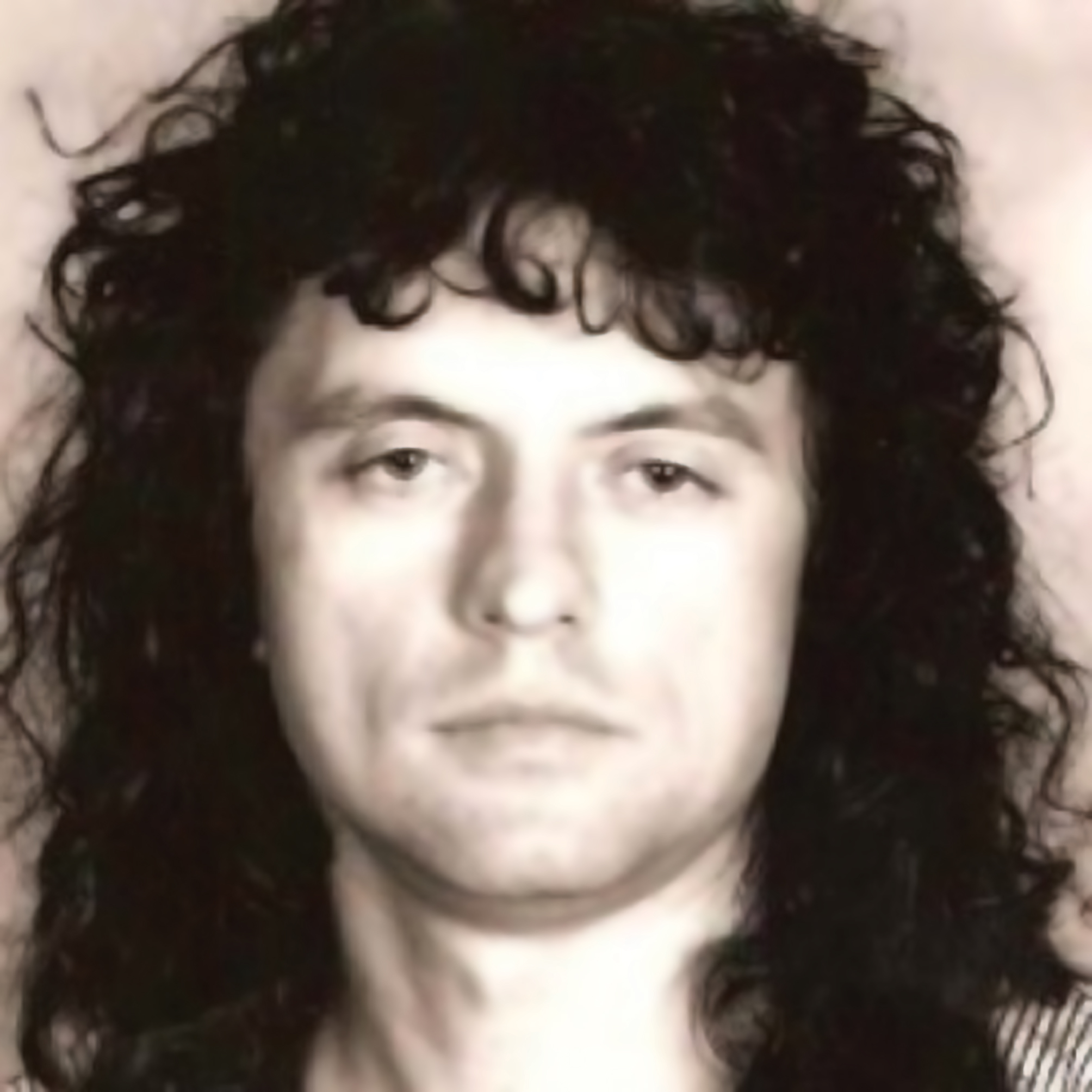
Томмі у ранні роки.

За даними Сестеро, у Сан-Франциско Вайзо змінив безліч професій, в тому числі помічника офіціанта і робітника лікарні, потім заснував компанію «Street Fashions USA», яка продавала зі знижкою браковані сині джинси. Згодом Вайзо зайнявся нерухомістю, частково придбав у власність і орендував великі торгові площі в Сан-Франциско і Лос-Анджелесі, що дозволило йому розбагатіти. Сам Сестеро вважає, що таке швидке збагачення Вайзо малоймовірно. Багато людей, що брали участь в зйомках «Кімнати», вважають, що фільм був прикриттям для відмивання грошей організованою злочинністю, але сам Томмі це заперечує.
Грег Сестеро розповідає, що поворотним моментом у житті Вайзо стала автокатастрофа, у яку він потрапив в Каліфорнії: інший водій поїхав на червоне світло і врізався в машину Вайзо. Кілька тижнів він провів у лікарні, а після одужання вирішив зайнятися кіно. Люди, які вплинули на Томмі — Джеймс Дін, Марлон Брандо, Теннессі Вільямс, Орсон Уеллс, Елізабет Тейлор і Альфред Хічкок.

## Фільмографія

### Режисер, сценарист, продюсер
| Рік  | Українська назва | Оригінальна назва                     | У ролі  | У ролі    | У ролі     | Примітка             |
| Рік  | Українська назва | Оригінальна назва                     | Режисер | Сценарист | Продюсер   | Примітка             |
| ---- | ---------------- | ------------------------------------- | ------- | --------- | ---------- | -------------------- |
| 2003 | Кімната          | The Room                              | Так     | Так       | Так        |                      |
| 2004 |                  | Homeless in America                   | Так     | Так       | Так        | документальний фільм |
| 2009 |                  | Tim and Eric Awesome Show, Great Job! | Так     | Ні        | Ні         | Епізод: "Tommy"      |
| 2015 |                  | Samurai Cop 2: Deadly Vengeance       | Ні      | Ні        | виконавчий |                      |
| 2015 |                  | The Neighbors                         | Так     | Так       | Так        | 7 епізодів           |
| 2023 | Велика акула     | Big Shark                             | Так     | Так       | Так        |                      |

### Актор
| Рік  |    | Українська назва         | Оригінальна назва                     | Роль                                                |
| ---- | -- | ------------------------ | ------------------------------------- | --------------------------------------------------- |
| 2003 | ф  | Кімната                  | The Room                              | Джонні                                              |
| 2009 | с  | Чудове Шоу Тіма та Еріка | Tim and Eric Awesome Show, Great Job! | у ролі самого себе / людина-свиня (Епізод: "Tommy") |
| 2010 | с  | Ла Ла Ленд               | La La Land                            | у ролі самого себе (Епізод: "1.6")                  |
| 2010 | кф |                          | The House That Drips Blood on Alex    | Алекс                                               |
| 2011 | кф |                          | Bump                                  | Рік                                                 |
| 2015 | с  | Сусіди                   | The Neighbors                         | Чарлі / Рікі Рік (7 епізодів)                       |
| 2015 | ф  | Самурай Коп 2            | Samurai Cop 2: Deadly Vengeance       | Лінтон Кітано                                       |
| 2016 | ф  | Холодний місяць          | Cold Moon                             | камео                                               |
| 2016 | ф  |                          | Enter the Samurai                     | у ролі самого себе                                  |
| 2017 | ф  | Горе-творець             | The Disaster Artist                   | Генрі                                               |
| 2018 | ф  |                          | Best F(r)iends                        | Харві Льюїс                                         |
| 2023 | ф  | Велика акула             | Big Shark                             | Патрік                                              |